# السائب بن الحارث بن قيس
الصحابي السائب بن الحارث بن قَيْس القرشي السهمي ،كان من السابقين الأولين ، وكان ممن هاجر الهجرة الثانية إلى الحبشة مع أخوته الحارث وعبد الله ومعمر وبشر وسعيد وأبي قيس.

## نسبه
- هو : السائب بن الحارث بن قَيْس بن عدي بن سُعَيد بن سَعْد بن سهم القرشي السهمي .[2]
- أمّه : أمّ الحجّاج من بني شَنوق بن مُرّة بن عبد مناة بن كنانة.[3]
- أخوته :

1. أبو قيس بن الحارث بن قيس بن عدي
2. الحارث بن الحارث بن قيس بن عدي
3. معمر بن الحارث بن قيس بن عدي
4. عبد الله بن الحارث بن قيس بن عدي
5. بشر بن الحارث بن قيس بن عدي
6. سعيد بن الحارث بن قيس بن عدي
7. تميم بن الحارث بن قيس بن عدي[4]
8. حجاج بن الحارث بن قيس بن عدي،[5] وقد هاجروا جميعًا إلى الحبشة .[6]

- انقرض بنو الحارث بن قَيْس بن عَدِيّ.[2]
- لا عقب له .[3]

## إسلامه
أسلم قديمًا ، وكان من السابقين الأولين ، وهاجر إلى الحبشة في الهجرة الثانية .

## وفاته
قال ابن إسحاق أنه قتل يوم الطائف شهيدًا ، و قيل : خرج السائب يوم الطائف، وقتل بعد ذلك يوم فِحْل بالأردن من أرض الشام شهيدًا وكانت فحل في ذي القعدة سنة 13 هـ أول خلافة عمر بن الخطاب، وقيل: سنة 14 هـ .